# Trou du Diable
Trou du Diable är en grotta i Kanada.   Den ligger i regionen Capitale-Nationale och provinsen Québec, i den sydöstra delen av landet, 300 km nordost om huvudstaden Ottawa. Trou du Diable ligger 42 meter över havet.
Terrängen runt Trou du Diable är platt, och sluttar söderut. Runt Trou du Diable är det ganska glesbefolkat, med 26 invånare per kvadratkilometer.. Närmaste större samhälle är Saint-Marc-des-Carrières, 3,1 km öster om Trou du Diable. 
I omgivningarna runt Trou du Diable växer i huvudsak blandskog.